# Leopold Kemperle
Leopold (Polde) Kemperle, slovenski časnikar in publicist, * 15. oktober 1886, Hudajužna, Avstro-Ogrska, † 14. junij 1950, Trst, STO.

## Življenje in delo
Ljudsko šolo je obiskoval v rojstnem kraju, gimnazijo pa v Gorici (1898-1906), po maturi pa študiral pravo na Univerzi na Dunaju. Med bivanjem na Dunaju, kjer je bil nekaj let vpisan na pravni fakulteti, je bil dejaven v Slovenskem katoliškem akademskem klubu Danica. Tu je med drugimi sodeloval z Mirkom Božičem in Markom Natlačnom.
Po prvem državnem izpitu ga je Janez Evangelist Krek pregovoril, da se je odločil za časnikarski poklic. Pustil je študij in odšel v Maribor kjer je prevzel uredništvo malo prej ustanovljenega glasila Straža, in se hkrati tudi politično opredelil za Slovensko ljudsko stranko. Urednik lista je bil v letih 1910−1914. V tem času je redno objavljal članke tudi v Slovenskem gospodarju in glasilu slovenske mladine Naš dom. Aprila 1914 se je preselil v Miren pri Gorici, kjer mu je Čevljarska zadruga zagotovila stalno uredniško mesto. Ko je 23. maja 1915 izbruhnila vojna s Kraljevino Italijo je bila zadruga prisiljena delavnice z delavci in družinami preseliti v Nazarje. Tako je Kemperle do konca 1. svetovne vojne preživel v Nazarjih in tam vneto deloval v begunskem taborišču z okoli 1.200 begunci, ter dejansko vodil delo begunskih ustanov (šola, ambulanta, posredovalnica). Po vojni se je z zadrugo vrnil v Miren, se posvetil obnovi zadružne tovarne, po letu 1920 pa tudi k časnikarskemu delu. S pomočjo Zadružne zveze Gorica je ustanovil mesečnik Gospodarski list (izhajal 1923-1928) in ga prvo leto tudi urejal. France Bevk ga je pridobil tudi za odgovornega urednika pokrajinskega glasila Goriška straža. S tem listom je sodeloval vse do 16. novembra 1928, ko so ga fašistične oblasti ukinile. Kasneje je bil aretiran pri Mostu na Soči, ko se je slučajno peljal z avtomobilom nekih znancev, ki so prevažali orožje in strelivo v Kraljevino Jugoslavijo. Na procesu pred posebnim sodiščem za zaščito države v Rimu je bil oproščen vseh obtožb, saj je sodišče ugotovilo, da s prevozom orožja, ki so ga organizirali ustaši, dejansko ni bil povezan. Po končanem sodnem procesu se je vrnil v Gorico in se umaknil v zasebno življenje.
Po 2. svetovni vojni je s prijatelji 17. januarja 1947 v Gorici ustanovil Slovensko demokratsko zvezo in bil njen predsednik do smrti. Bil je tudi soustanovitelj političnega tednika Demokracija in leta 1947 njen prvi urednik. Vsa leta izhajanja je sodeloval tudi pri Slovenskem Primorcu. Oktobra 1948 je bil na občinskih volitvah izvoljen v goriški občinski svet. Umrl je po kratki bolezni v tržaški bolnišnici.